# 愛してた
「愛してた」（あいしてた）は、日本のミュージシャン、ナオト・インティライミの8枚目のシングル。2012年3月28日発売。発売元はユニバーサルミュージック。

## 収録曲
全作曲：ナオト・インティライミ
1. 愛してた [4:25]
作詞：ナオト・インティライミ／編曲：Yuichi Hayashida・ナオト・インティライミ
2. ボクハキミガ [3:39]
作詞：ナオト・インティライミ・磯貝サイモン／編曲：ミトカツユキ・ナオト・インティライミ
3. 愛してた [KARAOKE][4:25]
4. ボクハキミガ [KARAOKE][3:39]